# 沃辛
沃辛（英語：Worthing；/ˈwɜːrðɪŋ/）是位於英國英格蘭西薩塞克斯郡的一座海濱城市，在歷史上曾屬薩塞克斯郡。沃辛現在估計有人口104,600人，和布萊頓及利特爾漢普頓組成了英國第十二大都市區。沃辛的服務業發達，特別是金融業。沃辛還擁有英國歷史最久的電影院之一，作家奧斯卡·王爾德和哈羅德·品特都曾在這裡居住。